# Pérignat-sur-Allier
Pérignat-sur-Allier é uma comuna francesa na região administrativa de Auvérnia-Ródano-Alpes, no departamento Puy-de-Dôme. Estende-se por uma área de 4,9 km². Em 2010 a comuna tinha 1 547 habitantes (densidade: 315,7 hab./km²).